# Cloaking
Cloaking is een techniek die gebruikt wordt bij zoekmachineoptimalisatie (SEO) waarbij de inhoud van een website die aan een zoekmachine spider wordt gepresenteerd verschilt van de inhoud die bezoekers van de website te zien krijgen. Dit wordt gedaan door de inhoud van de website aan te passen aan de hand van het IP-adres van de bezoeker of op basis van de User-Agent header van de betreffende pagina. Wanneer een bezoeker van de website wordt geïdentificeerd als een zoekmachine spider zorgt een server-side script ervoor dat de getoonde inhoud afwijkt van de pagina die normaal zichtbaar is. Het doel van cloaking is vaak om zoekmachines te misleiden een pagina te tonen die normaal gesproken onzichtbaar zou blijven. Dit wordt ook wel black hat SEO genoemd, een methode die in strijd is met de richtlijnen van zoekmachines voor webmasters.
Cloaking kan echter ook functioneel zijn. Door middel van cloaking kan een website zoekmachines informeren over de aanwezigheid van content die normaal gesproken niet door de zoekmachine geïdentificeerd kan worden, zoals bepaalde typen embedded content. Denk daarbij aan video's of bepaalde Adobe Flash componenten. Sinds 2006 zijn er echter veel betere technieken beschikbaar om datzelfde doel te bereiken. Progressive enhancement is bijvoorbeeld een techniek die het gebruik van cloaking overbodig heeft gemaakt.
Cloaking wordt vaak gebruikt als spamdexing. Bij spamdexing worden zoekmachines bewust misleid met als doel een hogere ranking te verkrijgen in de zoekresultaten. De techniek wordt ook gebruikt om bezoekers bewust een andere website te presenteren dan die in de zoekresultaten wordt gesuggereerd, zoals het vertonen van pornografisch materiaal binnen niet-pornografische zoekresultaten.
Cloaking wordt door Google gezien als een verborgen omleiding. Zowel cloaking als verborgen omleidingen zijn in strijd met de richtlijnen.